# Isole invisibili
Isole Invisibili è l'undicesimo album di Deca, pubblicato nel 2017 da Platform Music.

## L'album
Dopo un trentennio di produzioni discografiche di genere prevalentemente elettronico, in cui il pianoforte compare talora solo marginalmente, Deca realizza un album che a questo strumento è dedicato in maniera esclusiva. E lo fa sfruttando una serie di composizioni inedite scritte su un lungo arco di tempo, alcune delle quali suonate su due pianoforti. Un progetto che è segnale importante di quelle che sono le sue radici artistiche, le sue vocazioni, la sua capacità di muoversi tra i generi; staccandosi in modo radicale dal percorso intrapreso, sempre più ricco di elaborazioni sintetiche e stratificazioni sonore ai limiti dell'esoterismo e proponendo invece una musica molto diretta e fruibile.
Firmato un contratto con una nuova etichetta discografica, pubblica Isole Invisibili dopo una sessione di registrazioni relativamente breve in cui utilizza vari modelli di pianoforte per ottenere timbriche e sfumature diverse in ogni brano.
Il disco esce il 24 marzo 2017 in formato digitale su tutte le maggiori piattaforme di distribuzione del mondo e a distanza di poche settimane anche in formato cd, con una veste grafica abbastanza lontana da quelle consuete (per la prima volta l'artista non compare sulla copertina) e una marcata dichiarazione del contenuto dell'opera. Il sottotitolo del disco è infatti [piano solo, piano duo].
L'impostazione delle composizioni, lo stile e le atmosfere generali dell'opera riconducono a vari filoni tipici della musica pianistica: dalla scuola minimalista al romanticismo ottocentesco, passando per la musica ambient. Come evidenziano varie recensioni, emerge una correlazioni ad altri esponenti contemporanei della scrittura per pianoforte, da Michael Nyman a Wim Mertens a Philip Glass, ma anche ad autori classici come Schubert ed Erik Satie. L'approccio musicale è emozionale ed intimista. I titoli dei brani non hanno nulla a che vedere con la produzione precedente, spesso virata ad iconografie cosmiche o esoteriche.

## Tracce
1. Isole Invisibili – 4:14
2. Polvere Di Fragole – 3:55
3. Un Giorno – 2:05
4. Strade Diverse – 4:01
5. Onde Allo Specchio – 3:30
6. Impressione In Mi Minore – 2:00
7. Penombre – 4:21
8. Malinconie Di Maggio – 4:08
9. Malinconie Di Settembre – 3:51
10. Riflessi – 3:42
11. Primo Preludio – 2:24
12. Athonik – 2:54
13. Dreamotion – 3:08
14. Improvviso nr. 1 – 2:50
15. Amarance – 4:01